# Noticiário (RTP)
O Noticiário foi um dos principais noticiários da RTP. Foi juntamente com Jornal de Actualidades e Últimas Notícias, um dos antecessores do Telejornal. Era emitidos às 22h, antes Jornal de Actualidades.

Luís Arnaut Pombeiro e Gomes Ferreira a apresentarem o Noticiário de 7 de março de 1957.

O formato do Noticiário consistia na leitura de notícias pelos locutores, intercaladas com a exibição de imagens, o que contrastava com o formato do Jornal de Actualidades, que consistia em reportagens filmadas, semelhantes aos cinejornais. Era apresentado por dois locutores: um que anunciava as notícias nacionais e outro as internacionais.
O Noticiário terminou em julho de 1959, quando todos os programas informativos fundiram-se no Jornal RTP que, a 19 de outubro desse ano, deu origem ao Telejornal.
A título de curiosidade, foi neste espaço de informação que foi dada a notícia sobre a candidatura de Humberto Delgado às eleições presidenciais de 1958, mas não a célebre frase "Obviamente, Demito-o", referindo-se a Salazar, para além de dar a entender que Delgado queria manter o Estado Novo. De acordo com o alinhamento desse dia, a notícia terá sido dada por Henrique Mendes, enquanto que a informação internacional terá sido dada por Gomes Ferreira.